# Ниссен-Мастхофф, Хельга
Хельга Ниссен-Мастхофф (нем. Helga Niessen Masthoff; род. 11 ноября 1941, Эссен) — западногерманская теннисистка.
- Победительница показательного турнира Олимпийских игр 1968 года в одиночном и женском парном разряде
- Финалистка Открытого чемпионата Франции в одиночном разряде (1970) и женских парах (1976)
- Двукратная финалистка Кубка Федерации (1966, 1970) в составе сборной ФРГ
- Первая ракетка ФРГ в 1966 и с 1968 по 1978 год[1].

## Биография
Хельга Ниссен-Мастхофф занимала ведущие позиции в западногерманском женском теннисе на протяжении почти полутора десятилетий. Она выиграла свой первый национальный чемпионат в 1965 году и затем повторяла этот успех ещё девять раз за следующие 13 лет, четырежды уступив титул Хельге Шульце-Хёсль (а в общей сложности за карьеру Ниссен-Мастхофф выигрывала звание чемпионки ФРГ 121 раз в разных разрядах и возрастных категориях). В 60-е и 70-е годы она успешно представляла ФРГ на международной арене, дважды пробившись в финал Открытого чемпионата Франции — в одиночном разряде в 1970 году и в женских парах в 1976 году. В 1973 году она находилась в нескольких шагах от выхода в финал Открытого чемпионата США, когда в полуфинальном матче с Ивонн Гулагонг вела 1-0 по сетам и 4-1 во втором сете, но излишняя уверенность в победе подвела её, и австралийка сумела переломить ход матча и выиграть.
Другие международные успехи Ниссен-Мастхофф включают три медали (золотые в одиночном и женском парном разрядах и серебряную в миксте) на показательном теннисном турнире Олимпийских игр в Мехико. В женских парах с ней выступала опытная Эдда Будинг, а в смешанных — Юрген Фассбендер. Ниссен-Мастхофф дважды доходила со сборной ФРГ до финала Кубка Федерации — в 1966 и 1970 годах, оба раза обыграв по пути котировавшиеся выше команды — австралийскую в 1966 и американскую в 1970 году. В полуфинальном матче 1970 года именно Мастхофф обеспечила немецкой команде победу над американками, обыграв сначала Джули Хелдман в одиночной встрече, а потом в паре с Хёсль победив в решающей парной игре Хелдман и Мэри-Энн Битти. Тем не менее оба раза, пройдя одну из двух ведущих команд, немецкая сборная в финале уступала второй. В общей сложности Ниссен-Мастхофф провела в сборной 11 сезонов, сыграв в 56 встречах, и до настоящего времени является рекордсменкой немецкой команды (в том числе и после объединения Германии) по общему числу побед (38) и числу побед в парном разряде (15).
Среди многочисленных титулов Ниссен-Мастхофф особое место занимают её успехи в Открытом чемпионате Германии, который она выигрывала трижды подряд с 1972 по 1974 год, в том числе в последний раз — после победы в финале над молодой Мартиной Навратиловой. Среди прочих она также выигрывала открытые чемпионаты Австрии (в одиночном разряде) и Италии (в парах), а на Открытом чемпионате Швеции побеждала в обоих разрядах. Несмотря на то, что на протяжении большей части карьеры Мастхофф выступала против соперниц-профессионалок, она упорно держалась за свой любительский статус. Едва не потеряв его после того, как за победу на турнире в Буэнос-Айресе получила 4000 долларов, она в дальнейшем отклонила выгодное предложение со стороны Билли-Джин Кинг: Кинг, пытавшаяся совершить переворот в теннисных правилах с помощью своего детища — смешанной профессиональной лиги World Team Tennis, была готова заплатить немке сто тысяч за присоединение к этой лиге, но Мастхофф отказалась.
Хотя основные успехи Мастхофф пришлись на 1960-е и 1970-е годы, она продолжала выступать и позже, в возрасте 50 лет заняв с командой ветеранов дюссельдорфского клуба второе место в чемпионате Германии. Со своим мужем, Гансом Мастхоффом, она также открыла гостиницу и спортивный клуб в Лас-Пальмасе (Канарские острова). Отель Мастхоффов, работающий уже более 35 лет, сильно пострадал в результате сильных лесных пожаров на Канарах в 2007 году.

## Участие в финалах турниров Большого шлема за карьеру (2)

### Одиночный разряд (0+1)
Поражение (1)
| Год  | Турнир                     | Покрытие | Соперница в финале | Счёт в финале |
| ---- | -------------------------- | -------- | ------------------ | ------------- |
| 1970 | Открытый чемпионат Франции | Грунт    | Маргарет Корт      | 2-6, 4-6      |

### Женский парный разряд (0+1)
Поражение (1)
| Год  | Турнир                     | Покрытие | Партнёрша   | Соперницы в финале             | Счёт в финале |
| ---- | -------------------------- | -------- | ----------- | ------------------------------ | ------------- |
| 1976 | Открытый чемпионат Франции | Грунт    | Кэти Хартер | Фиорелла Бониселли Гейл Шанфро | 4-6, 6-1, 3-6 |

## Участие в финалах Кубка Федерации за карьеру (2)
Поражения (2)
| Год  | Место проведения | Команда                                       | Соперницы в финале                        | Счёт |
| ---- | ---------------- | --------------------------------------------- | ----------------------------------------- | ---- |
| 1966 | Турин, Италия    | ФРГ: Э. Будинг, Х. Ниссен-Мастхофф, Х. Шульце | США: К. Гребнер, Б.-Дж. Кинг, Дж. Хелдман | 0:3  |
| 1970 | Фрайбург, ФРГ    | ФРГ: Х. Ниссен-Мастхофф, Х. Хёсль             | Австралия: К. Кранчке, Дж. Тегарт-Далтон  | 0:3  |